# Tour de Francia 1972
El 59.º Tour de Francia se disputó entre el 1 de julio y el 23 de julio de 1972 con un recorrido de 3846 km. dividido en un prólogo y 20 etapas; de ellas, la tercera, la quinta, la decimocuarta y la vigésima estuvieron divididas en dos sectores.
Participaron 132 ciclistas repartidos en 12 equipos de 11 corredores de los que solo lograron llegar a París 88 ciclistas sin que ningún equipo logrará finalizar la prueba con todos sus integrantes. Esta edición del Tour de Francia fue considerada como una de las mejores de la historia en lo que a participantes se refiere, ya que acudieron ciclistas de la talla de Eddy Merckx, Felice Gimondi, Raymond Poulidor, Lucien Van Impe, Joop Zoetemelk, Bernard Thévenet, Joaquim Agostinho, Cyrille Guimard y Luis Ocaña.
La carrera se inició con una gran expectación por el previsible duelo entre Eddy Merckx y Luis Ocaña sin embargo, una nueva caída de Ocaña en el Col d'Aubisque durante la primera etapa pirenaica eliminó al español como candidato a la victoria final y colocó como el mayor rival al francés Cyrille Guimard hasta que este sufrió una lesión de rodilla que dejó el camino libre para que Merckx logrará su cuarto Tour consecutivo.
El vencedor cubrió la prueba a una velocidad media de 35,514 km/h.

## Etapas
| Etapa    | Fecha  | Recorrido                         | Distancia (km) | Ganador           | Líder           |
| -------- | ------ | --------------------------------- | -------------- | ----------------- | --------------- |
| Prólogo  | 1 jul  | Angers                            | 7,2 (CR)       | Eddy Merckx       | Eddy Merckx     |
| 1.ª      | 2 jul  | Angers-Saint-Brieuc               | 233,5          | Cyrille Guimard   | Cyrille Guimard |
| 2.ª      | 3 jul  | Saint-Brieuc-La Baule             | 206,5          | Rik Van Linden    | Cyrille Guimard |
| 3.ª (1)  | 4 jul  | Pornichet-Saint-Jean-de-Monts     | 161            | Ercole Gualazzini | Cyrille Guimard |
| 3.ª (2)  | 4 jul  | Circuit de Merlin Plage           | 16,2 (CRE)     | Molteni           | Eddy Merckx     |
| 4.ª      | 5 jul  | Merlin Plage-Royan                | 236            | Cyrille Guimard   | Cyrille Guimard |
| 5.ª (1)  | 6 jul  | Royan-Burdeos                     | 133,5          | Walter Godefroot  | Cyrille Guimard |
| 5.ª (2)  | 6 jul  | Burdeos Circuit du Lac            | 12,7 (CRE)     | Eddy Merckx       | Cyrille Guimard |
| 6.ª      | 7 jul  | Burdeos-Bayona                    | 205            | Leo Duyndam       | Cyrille Guimard |
| 7.ª      | 8 jul  | Bayona-Pau                        | 220,5          | Yves Hézard       | Cyrille Guimard |
| 8.ª      | 10 jul | Pau-Luchon                        | 163,5          | Eddy Merckx       | Eddy Merckx     |
| 9.ª      | 11 jul | Luchon-Colomiers                  | 179            | Jos Huysmans      | Eddy Merckx     |
| 10.ª     | 12 jul | Castres-La Grande Motte           | 210            | Willy Teirlinck   | Eddy Merckx     |
| 11.ª     | 13 jul | Carnon Plage-Mont Ventoux         | 207            | Bernard Thévenet  | Eddy Merckx     |
| 12.ª     | 14 jul | Carpentras-Orcières-Merlette      | 192            | Lucien Van Impe   | Eddy Merckx     |
| 13.ª     | 15 jul | Orcières-Merlette-Briançon        | 201            | Eddy Merckx       | Eddy Merckx     |
| 14.ª (1) | 16 jul | Briançon-Valloire/Col du Galibier | 51             | Eddy Merckx       | Eddy Merckx     |
| 14.ª (2) | 16 jul | Valloire-Aix-les-Bains            | 151            | Cyrille Guimard   | Eddy Merckx     |
| 15.ª     | 17 jul | Aix-les-Bains-Le Revard           | 28             | Cyrille Guimard   | Eddy Merckx     |
| 16.ª     | 19 jul | Aix-les-Bains-Pontarlier          | 198,5          | Willy Teirlinck   | Eddy Merckx     |
| 17.ª     | 20 jul | Pontarlier-Ballon d'Alsace        | 213            | Bernard Thévenet  | Eddy Merckx     |
| 18.ª     | 21 jul | Vesoul-Auxerre                    | 257,5          | Marinus Wagtmans  | Eddy Merckx     |
| 19.ª     | 22 jul | Auxerre-Versalles                 | 230            | Joseph Bruyère    | Eddy Merckx     |
| 20.ª (1) | 23 jul | Versalles-Versalles               | 42 (CR)        | Eddy Merckx       | Eddy Merckx     |
| 20.ª (2) | 23 jul | Versalles-París                   | 89             | Willy Teirlinck   | Eddy Merckx     |

CR = Contrarreloj individual
CRE = Contrarreloj por equipos

## Clasificación general
| Clasificación general |                   |                                  |                   |
| Ciclista              | Ciclista          | Equipo                           | Tiempo            |
| --------------------- | ----------------- | -------------------------------- | ----------------- |
| 1.º                   | Eddy Merckx       | Molteni                          | 108 h 17 min 18 s |
| 2.º                   | Felice Gimondi    | Salvarani                        | + 10 min 41 s     |
| 3.º                   | Raymond Poulidor  | Gan-Mercier-Hutchinson           | + 11 min 34 s     |
| 4.º                   | Lucien Van Impe   | Sonolor-Lejeune                  | + 16 min 45 s     |
| 5.º                   | Joop Zoetemelk    | Beaulieu-Flandria                | + 19 min 09 s     |
| 6.º                   | Mariano Martínez  | Van Cauter-Magniflex-de Gribaldy | + 21 min 31 s     |
| 7.º                   | Yves Hézard       | Sonolor-Lejeune                  | + 21 min 52 s     |
| 8.º                   | Joaquim Agostinho | Van Cauter-Magniflex-de Gribaldy | + 34 min 16 s     |
| 9.º                   | Bernard Thévenet  | Peugeot-BP-Michelin              | + 37 min 11 s     |
| 10.º                  | Edward Janssens   | Van Cauter-Magniflex-de Gribaldy | + 42 min 33 s     |